# Francisco Linares Alcántara (khu tự quản)
Francisco Linares Alcántara là một khu tự quản thuộc bang Aragua, Venezuela. Thủ phủ của khu tự quản Francisco Linares Alcántara đóng tại Santa Rita. Khự tự quản Francisco Linares Alcántara có diện tích 24 km2, dân số theo điều tra dân số ngày 21 tháng 10 năm 2001 là 114522 người.